# Simultan (Bachmann)
Simultan ist ein Erzählband von Ingeborg Bachmann aus dem Jahr 1972. Er enthält fünf Erzählungen und zählt zu ihrem Spätwerk.

## Inhalt

### Simultan
Eine Simultanübersetzerin reist mit dem gerade erst kennengelernten Diplomaten Ludwig Frankel ein paar Tage durch Mittelitalien, um sich von ihrem anstrengenden Arbeitsleben zu erholen. Zuerst nächtigen sie in einem Hotel in der Nähe von Paestum. Darauf gelangen sie nach einer Autofahrt in einen kleinen Küstenort Maratea, wo sie in einem kleinen Hotel absteigen. Nach einem Bad im Meer unternehmen beide einen Ausflug in die nahe liegenden Berge, wo der Übersetzerin nach der Autofahrt auf den steilen Straßen und beim Anblick einer Christus-Statue übel wird. Nach diesem Ereignis verlassen die beiden das Hotel.

### Probleme Probleme
Beatrix würde am liebsten den ganzen Tag im Bett liegen. Um ihre sozialen Kontakte aufrechtzuerhalten, muss sie darauf verzichten. Da sie mit 21 noch immer keine Arbeit hat, drängt sie ihr Freund Erich ständig, sie solle sich weiterbilden. Aber das Einzige, was Beatrix gerne macht, ist zum Friseursalon René zu gehen. Als sie sich dort wieder einmal die Haare waschen und sich schminken lässt, verliert sie die Nerven und zerstört die gesamte Schönheitskur, indem sie sich mit einer zum Wegwischen ungeeigneten Creme die Schminke verschmiert und mit ihrer frischen Frisur in den Regen geht. Ihre Lieblingsbeschäftigung ist es zu schlafen.

### Ihr glücklichen Augen
Miranda ist extrem kurzsichtig, 7,5 Dioptrien samt Astigmatismus, und sieht ihren Augenfehler als Geschenk des Himmels, da sie dadurch nicht die Gräuel der Welt sehen muss. Noch dazu vergisst und verliert sie aus unbewusster Absicht ständig ihre Brillen. Deshalb erkennt sie Leute erst, wenn sie ihr gegenüberstehen, grüßt Laternenmasten und stößt gegen Glastüren.

### Das Gebell
Die alte Frau Jordan lebt in einer kleinen Wohnung in Wien und wird von ihrem Sohn, der Arzt ist, nur selten besucht. Franziska, die Frau des Sohnes, erkennt die Einsamkeit der alten Frau und beginnt, sich um sie zu kümmern. Nach einigen Gesprächen erkennt sie, dass sich Frau Jordan vor ihrem Sohn fürchtet. Die alte Frau erwähnt auch immer öfter, dass sie Hundegebell höre, obwohl dieses nicht vorhanden ist. Später erfährt Franziska, dass die alte Dame einmal einen Hund besessen hat, ihn jedoch nur deswegen weggegeben habe, weil ihr Sohn den Hund nicht gemocht habe. Nach diesem Gespräch besuchte Franziska die alte Frau nie mehr und der Sohn ruft wieder öfter bei seiner Mutter an und erzählt von einer neuen Freundin. Am Ende wird noch beiläufig bemerkt, dass sowohl die alte Frau Jordan als auch Franziska kurz darauf verstorben seien.

### Drei Wege zum See
Elisabeth Matrei, ungefähr fünfzig Jahre alt, besucht nach einem anstrengenden Aufenthalt in London, wo sie der Hochzeit ihres Bruders beiwohnte, ihren alten Vater in einem Randbezirk von Klagenfurt. Angeregt durch die Schauplätze ihrer Kindheit, verarbeitet sie dort, unter anderem bei Wanderungen zum nahen Wörthersee, geistig ihr ganzes Leben, insbesondere ihre Liebesbeziehungen. 
Doch die Heimat steht als Ort für Rückzug und Geborgenheit nicht mehr zur Verfügung: Elisabeths Wege zum See sind von einer Autobahnbaustelle unterbrochen, der See ist durch Massentourismus entstellt. Elisabeth hat sich von Wien aus von einer Journalistin bis zur Starfotografin hinaufgearbeitet und ist dadurch in der ganzen Welt herumgekommen. In Paris hatte sie einen gewissen Trotta, der aus einer Adelsfamilie aus dem ehemaligen Habsburgerreich stammt (vgl. Joseph Roths Radetzkymarsch) kennengelernt. Dies war die einzig wahre Liebe in Elisabeths Leben, doch Trotta löste diese Beziehung nach einiger Zeit auf. Später hat Elisabeth erfahren, dass Trotta Selbstmord begangen hatte.
Danach hatte Elisabeth ständig Liebschaften, aber keine davon war auf so einem hohen geistigen Niveau wie die zu Trotta.
Als Elisabeth der Aufenthalt in Kärnten zu langweilig wird, reist sie zu Philippe, ihrem derzeitigen Freund, nach Paris. Auf dem Flughafen in Wien trifft sie einen Cousin Trottas, den sie im Laufe der Beziehung zu Trotta flüchtig kennengelernt hatte und der ihr einen Zettel zusteckt, auf dem steht, dass der Cousin sie immer geliebt habe. In Paris beendet Elisabeth die Beziehung zu Philippe und bekommt einen Auftrag in Saigon, den sie annimmt.
Nahe dem Dreiländereck hat die Hauptfigur eine utopische Fantasie, den habsburgischen Mythos; er bewegt sich zwischen „Verklärung der Tatsachen und Aufklärung derselben“. Heimat findet die Figur letztlich in einer literarischen Tradition, die eng mit Joseph Roth verbunden ist, aber bis zu Jean Améry und Paul Celan reicht.

## Rezeption
Marcel Reich-Ranicki kritisierte die Erzählungen als „preziös-anachronistische Prosa“. Das Spätwerk Bachmanns wird in der Frauenforschung als „Paradigma weiblichen Schreibens“ angesehen.
Das Gebell wurde 1976 unter dem gleichnamigen Titel Das Gebell von Wolfgang Glück für das Fernsehen verfilmt.
Drei Wege zum See wurde unter dem gleichnamigen Titel von Michael Haneke verfilmt und 1977 in der ARD gezeigt.